# Luan (fiume)

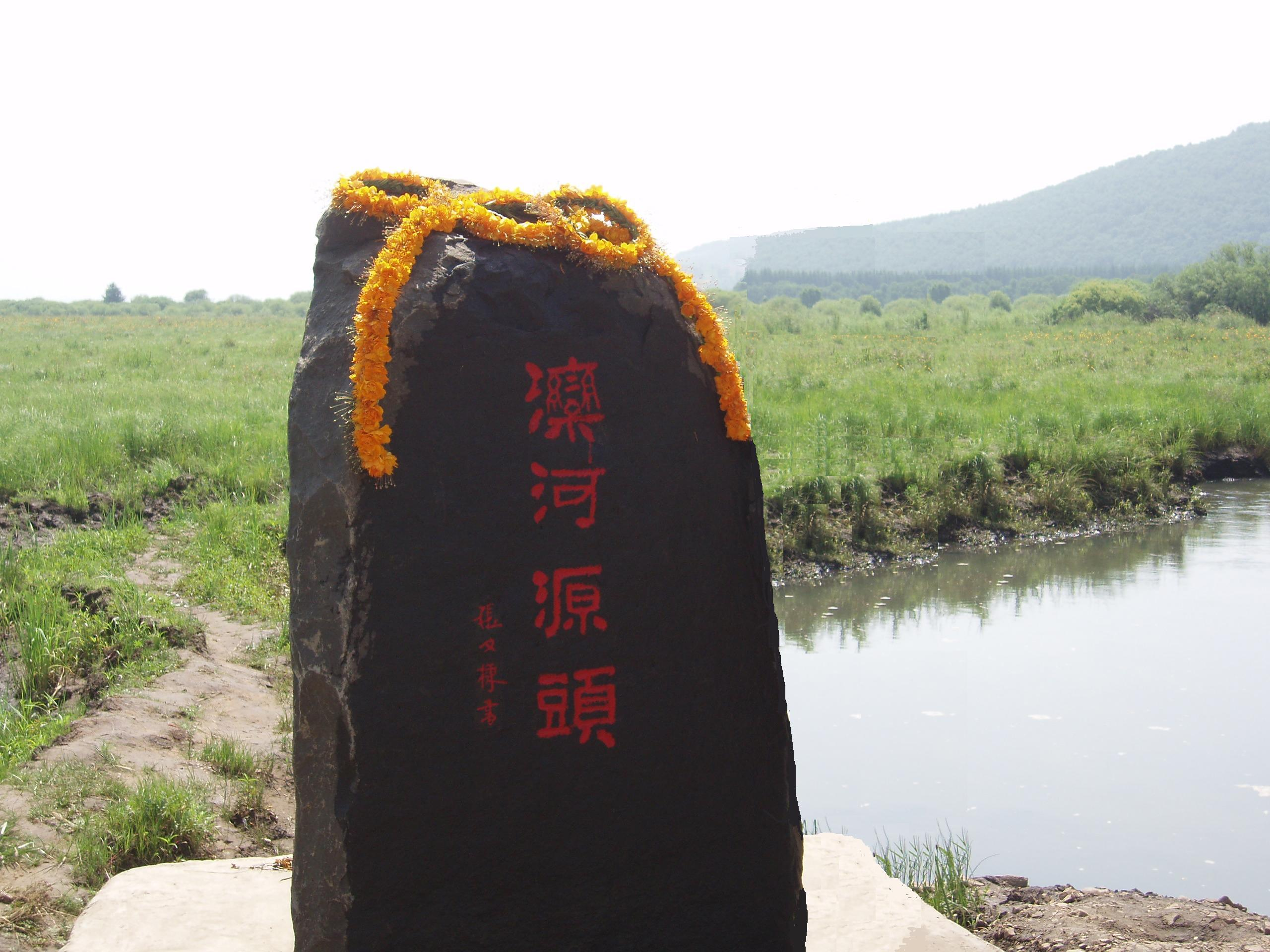
Il cippo posto alla sorgente del fiume Luan.

Il fiume Luan ( 滦河, pinyin = Luánhé), noto in precedenza anche come Lei Shui o Ru Shui, è un fiume della Cina.
Ha la sorgente nella provincia di Hebei; inizialmente scorre verso nord entrando nella Mongolia Interna e di qui piega verso sud-est per rientrare nello Hebei fino alla sua foce nel Mare di Bohai.
La lunghezza complessiva è di circa 885 km e il suo bacino idrografico è di 44.600 km2. Uno dei suoi affluenti principali è il fiume Yixun, che scorre pure nello Hebei.
La città più importante attraversata dal fiume Luan è Chengde. Tra questa città e Qianxi, in seguito a sbarramenti sul fiume, si sono formati i due laghi artificiali di Panjiakou (潘家口水库 , Panjiakou shiku) e Daheiting (大黑汀水库 ,  Daheiting shiku).